# Alberto Socarras
Alberto Socarras, né Alberto Socarrás Estacio à Manzanillo (province d'Oriente (en) - Cuba) le 19 septembre 1908, est un flûtiste cubain qui joue de la musique cubaine, du jazz, du merengue, du mambo et du cha-cha-cha. Il a immigré aux États-Unis à l'âge de 18 ans où il effectuera toute sa carrière avec une connaissance, un succès public à partir de 1927. Il est décédé à New York le 26 août 1987.

## Biographie
Le jeune Alberto Socarras, âgé de 7 ans, commence par apprendre la flûte en 1915 avec sa mère Dolores Estacio, et s'initie tout seul au jeu du saxophone en écoutant des disques de Rudy Wiedoeft.
Il rejoint ensuite le conservatoire provincial de musique à Santiago de Cuba. Il complètera ses études au Timothy Music Conservatory à New York, obtenant un diplôme équivalant à un doctorat en musique.
The Cuban Jazz Band est fondé en 1922 par Jaime Prats à La Havane. La formation inclut son fils Rodrigo Prats au violon, le futur grand flûtiste Alberto Socarrás à la flûte et au saxophone, et Pucho Jiménez au trombone à coulisse. La ligne de base de cette formation souhaitait certainement inclure une contrebasse, une batterie, un banjo, une trompette finalement. Des travaux récents citent cet ensemble comme étant tout le premier jazz band à Cuba, mais évidemment ils furent plusieurs groupes à pouvoir prétendre à ce titre.
En 1926, âgé de 18 ans, il décide d'immigrer aux États-Unis ou il trouve du travail de musicien flûtiste dans les orchestres de danse et de théâtre.
Courant 1927, il rencontre et fait la connaissance de Clarence Williams qui l'invite à rejoindre son Clarence Williams Orchestra et le Clarence Williams’ Jazz Kings. Durant les 4 années qui suivront, Socarras enregistre 8 pièces musicales où la flûte est prédominante. Son enregistrement du premier solo dans le titre Have You Ever Felt That Way de flûte jazz lui vaudra de rentrer à tout jamais dans l'histoire de la musique jazz noire américaine.
Le 5 septembre 1930, Alberto Socarras enregistre pour l'orchestre Walter Bennett's Swamplanders, plusieurs titres dont You Can't Be Mine And Somebody Else's Too. En 1931, de nouvelles sessions d'enregistrement le conduisent à jouer avec le Russell Wooding's Grand Central Red Caps.
En 1935, Alberto Socarras recrute le pianiste Noro Morales pour son orchestre. Mais ce dernier, qui vient d'émigrer à New York n'y restera pas longtemps préférant rejoindre la bande d'Augusto Coen.
Il joue également les titres St. Louis Blues et Real Crazy pour et avec Babs Gonzales And His Orchestra début 1949 : une formation Bebop composé d'Art Phipps (contrebasse), Jack "The Bear" Parker (Batterie), Julius Watkins (French Horn), Linton Garner (piano), Jordan Fordin (saxophone alto), Sonny Rollins (saxophone ténor), Bennie Green, J. J. Johnson (trombone) et d'autres…
Durant les années cinquante, Alberto Socarras fera un retour à ses sources musicales, pour devenir un musicien hors pair de charanga cubaine, de mambo et de cha-cha-cha. Il enregistre plusieurs albums dont un avec Jean Vincent.
De cette époque des débuts de la flûte improvisée dans l'histoire du jazz, on retiendra aussi le titre You're Such A Cruel Papa To Me qui est caractéristique de ses talents d'improvisation à la flûte.

## Reconnaissance professionnelle
Alberto Socarrás est connu pour avoir enregistré, en 1927, avec le titre Have You Ever Felt That Way le vrai premier solo de flûte Jazz pour la maison de disques de Clarence Williams. Socarrás formera par suite en 1937 le Magic Flute Orchestra.

## Discographie

### Enregistrements au format disque EP 78 / Microsillons 2 titres
- 1934 : A1. Pacto con el diablo / B1. tabu ∫ Brunswick Records EP 78" 7300 series n° 7390[7]
- 1939 : A1. La pena De Gabino (guaracha) / B1. Sara Sarita Mia (bolero) ∫ Decca Records EP 78" 21000 series n° 21006[8]
- 1939 : A1. Siga contando hasta Diaz (conga) / B1. Timoteo (bolero) ∫ Decca Records EP 78" 21000 series n° 21007[8]
- 1939 : A1. Casate y veras / B1. Eres tu solo tu ∫ Decca Records EP 78" 21000 series n° 21096[8]
- 1947 : Rumba Clasica ∫ RCA Records
- 194? : A1. Tu felicidad / B1. Yo e'ta cansa ∫ RCA Records / RCA Victor 26-9024

Avec Antobal's Cubans
- 1937 : A1. In a cuban garden / B1. … ∫ Brunswick Records EP 78" 7900 series n° 7953[9]

### Enregistrements au format disque LP 33 / 10" et 12"
- 1956 - Socarras, His Magic Flute and Orchestra : Latin Impressions ∫ Decca Records / Decca DL 8559
- 1957 - Jean Vincent With Orchestra Conducted By Alberto Socarras[10] : The Soul Of Haïti ∫ Vanguard Records
- 1959 - Socarras and His Orchestra : Cha Cha Cha And Mambos ∫ Decca Records / Decca DL 8836

### Compilations
- 1998 - Los Amigos Panamericanos  ∫ Cd Harlequin Records / …[11]
- 2009 - Alberto Socarras : Flute And Fiddles ∫ .. And More Bears Recording Cd & [MP3]

### Autres enregistrements
Avec Antobal's Cubans
- 1991 : Antobal's Cubans 1932-1937 ∫ Harlequin Records / Harlequin HQ 2081

Pour Eva Taylor avec le Clarence Williams Orchestra
- 1928 : A. Chloe/ B. Back In Your Own Backyard ∫ Okeh Records - Okeh 8585

Pour Lizzie Miles avec le Clarence Williams Orchestra
- 1928 : You’re Such A Cruel Papa To Me ∫ ? Records - Col 14335-D
- 1996 : Complete recorded works in chronological order. Volume 3, 2 May 1928 to 7 October 1939 ∫ Cd Document Records / …[13]

Pour Clarence Williams Orchestra
- 1927 : Shootin’ The Pistol ∫ ? - Para 12517
- 1928 : A. Happy Days and Lonely Nights / B. If You Want The Rainbow (You Must Have The Rain) ∫ Okeh Records - Okeh 8665

Pour Clarence Williams and his Jazz Kings (ou Clarence Williams’ Jazz Kings)
- 1929 : Have You Ever Felt That Way ∫ ? Records - Col 1735-D
- 1930 : High Society Blues ∫ ? Records - Col 14555-D

Pour The Red Hot Syncopator’s (Alberto Socarras with the Lazy Levee Loungers (Clarence Williams band)
- 1930 : If I Could Be With You (One Hour Tonight ∫ ? Records - Col 2243-D

Avec Walter Bennett’s Swamplanders
- 1930 : You Can’t Be Mine And Someone Else’s Too ∫ ? Records - Col 14557-D

Avec Russell Wooding’s Grand Central Red Caps
- 1931 : That’s My Desire  ∫ Vic Records - Vic 27718

Pour Margarita Lecuona
- 1958 : A1. Babulu (avec Alberto Socarras and his orchestra)  / B1. Calypso fever (avec The Twilights)  ∫ Tuxedo Records / EP 78 [15]

### Compilations d'artistes divers
- 2000 : Music of Cuba : 1909-1951 (2 titres) ∫ CD Columbia Records & [MP3] (inclus un liner notes de Dick Spottsworth et Cristobal Diaz Ayala.

Pour Clarence Williams (compilations)
- 19?? : Clarence Williams 1926-1930, volume one ∫ LP Natchez NLP-3001
- 19?? : Clarence Williams 1926-1930, volume two ∫ LP Natchez NLP-3002[16]
- 1979 : Clarence Williams' Jazz Kings, volume 2 : 1929 to 1931  ∫ LP VJM Records Vintage series / VJM VLP 47[17]
- 1997 : Whoop it up : Columbia recordings. Vol. 2 (Recorded in New York, 1929-1931) ∫ Cd Frog Records / …[18]
- 2000 : Shake 'em up : Clarence Williams 1927-29 ∫ Cd Frog Records / …[19]

## Partitions
- 1942 : Yo etá cansá (Conga afro-cuban) : Partition musicale de langue anglaise / espagnol.
- 1942 : Conga china (Conga) : Partition musicale de langue anglaise / espagnol.